# Lagarto-de-água
O lagarto-de-água (Lacerta schreiberi) é um lagarto da família Lacertidae. É endémica da Península Ibérica. O seu habitat natural inclui florestas temperadas, vegetação arbustiva do tipo Mediterrânico, rios e pastagens.
Está atualmente ameaçada por perda de habitat.